# Ровере (Порденоне)
Ровере је насеље у Италији у округу Порденоне, региону Фурланија-Јулијска крајина.
Према процени из 2011. у насељу је живело 23 становника. Насеље се налази на надморској висини од 10 м.